# Šiauliai landskommun
Šiauliai landskommun (lettiska:Šiaulių rajono savivaldybė) är en kommun i Litauen.   Den ligger i länet Šiauliai län, i den centrala delen av landet, 180 km nordväst om huvudstaden Vilnius. Antalet invånare är 41 442 (2020), Arean är 1 807 kvadratkilometer.
Terrängen i Šiaulių rajono savivaldybė är huvudsakligen platt.
Huvudort i kommunen är staden Šiauliai, som dock utgör en egen kommun och inte ingår i Šiauliai landskommun.
Följande samhällen finns i Šiaulių rajono savivaldybė:
- Kuršėnai